# Lago Sevã
O Lago Sevã (em armênio: Սևանա լիճ; romaniz.: Sevana lich) é o maior lago da Armênia e da região do Cáucaso, e um dos lagos de maior altitude do mundo.
O Lago Sevã fica na parte central da Arménia, na Província de Guelarcunique, à altitude de 1900 m. A área total da sua bacia é de cerca de 5000 km², e o lago propriamente dito tem cerca de 940 km², com o volume de 34 000 milhões de metros cúbicos. Apenas 10% da água do lago sai pelo rio Razdã, enquanto os restantes 90% evaporam.